# Asplenium joncheerei
Asplenium joncheerei är en svartbräkenväxtart som beskrevs av D.E. Meyer. Asplenium joncheerei ingår i släktet Asplenium och familjen Aspleniaceae. Inga underarter finns listade.